# Fujifilm X-E1
Fujifilm X-E2
Le Fujifilm X-E1 est un appareil photographique hybride de style compact annoncé par Fujifilm le 6 septembre 2012. C'est le deuxième appareil équipé d'une monture Fujifilm X, après le Fujifilm X-Pro1.
Le X-E1 est une version allégée du X-Pro1. Les modifications incluent le remplacement du viseur hybride coûteux par un viseur électronique amélioré. Le nouveau viseur électronique utilise un écran OLED de 2 360 000 points, surpassant l'écran LCD de 1,44 million de pixels du X-Pro1.